# Claudia Christian

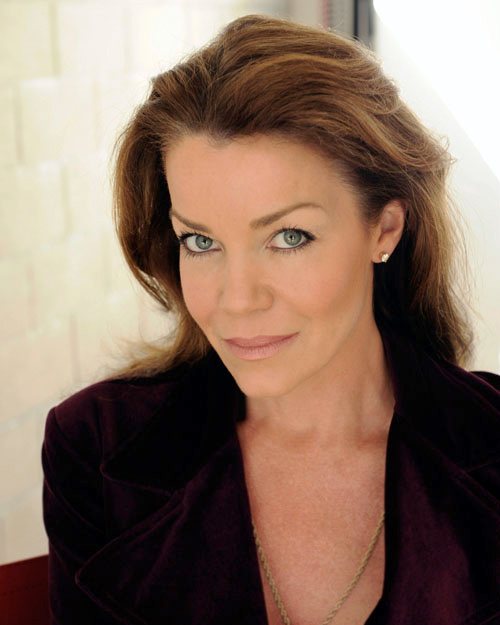
Claudia Christian (2009)

Claudia Ann Christian (* 10. August 1965 in Glendale, Kalifornien) ist eine US-amerikanische Schauspielerin, Synchronsprecherin und Sängerin.

## Leben
Bekannt wurde sie durch ihre Rolle als Commander Susan Ivanova in der Science-Fiction-Fernsehserie Babylon 5. Für diese Rolle war sie 1997 und 1999 für den Saturn Award nominiert.
Zuvor spielte sie unter anderem eine Stripperin in The Hidden – Das unsagbar Böse oder das Model Hexina im gleichnamigen Film. Ihre Filmografie umfasst zahlreiche Auftritte in Fernsehserien wie Everwood, New York Cops – NYPD Blue, Relic Hunter – Die Schatzjägerin, Trio mit vier Fäusten und Das A-Team.
Christian war zweimal verheiratet. In erster Ehe heiratete sie Rod Dyer; die Ehe wurde 1994 wieder geschieden. In zweiter Ehe war sie bis zur Scheidung mit dem Drehbuchautor Gary DeVore verheiratet.

## Filmografie (Auswahl)
- 1984: Trio mit vier Fäusten (Riptide, Fernsehserie, Folge 2x01)
- 1984; 1987: Mike Hammer (Mickey Spillane’s Mike Hammer, Fernsehserie, 2 Folgen)
- 1985: Das A-Team (The A-Team, Fernsehserie, Folge 3x24: Trouble Brewing)
- 1987: The Hidden – Das unsagbar Böse (The Hidden)
- 1987: Highwayman (The Highwayman, Fernsehserie; Pilot-Film)
- 1988: Süchtig (Clean and Sober)
- 1989: Arena – Nur einer überlebt (Arena)
- 1989: Zurück in die Vergangenheit (Quantum Leap, Fernsehserie, Folge 1x08)
- 1990: Highway Chaoten (Think Big)
- 1990: Maniac Cop 2
- 1990 : Mein Kumpel, der Kobold (A Gnome Named Gnorm)
- 1990: Matlock (Mit spitzer Feder, Folge 4x22)
- 1991: Mord ist ihr Hobby (Fernsehserie, Folge 7x17)
- 1991: Mom
- 1993: Hexina – Schön, verrückt und gefährlich (Hexina)
- 1993: Space Rangers (Fernsehserie, Folge 4)
- 1993: Columbo: Der Tote in der Heizdecke (It’s All in the Game, Fernsehreihe)
- 1994: Highway Heat (The Chase)
- 1994–1998: Babylon 5 (Fernsehserie, 87 Folgen)
- 1998: Babylon 5: Der erste Schritt (Babylon 5: In the Beginning, Fernsehfilm)
- 1998: Babylon 5: Das Tor zur 3. Dimension (Babylon 5: Thirdspace, Fernsehfilm)
- 1999: Kreuzfahrtschiff auf Todeskurs (Final Voyage)
- 2001: Atlantis – Das Geheimnis der verlorenen Stadt (Atlantis: The Lost Empire, Synchronstimme)
- 2002: Halbtot – Half Past Dead (Half Past Dead)
- 2006: Die Reiter der Apokalypse (The Garden)
- 2010: Meteor Apocalypse
- 2011: Grimm (Fernsehserie, Folge 1x07)
- 2013: Criminal Minds (Fernsehserie, Folge 8x20)
- 2014: Castle (Fernsehserie, Folge 6x21 Der Tod kommt auf heißen Reifen)
- 2014: The Mentalist (Fernsehserie, Folge 7x04)
- 2017: Navy CIS (NCIS, Fernsehserie, Folge 14x11)
- seit 2018: 9-1-1 (Fernsehserie)
- 2020: Blood of Zeus (Fernsehserie, Stimme von Hera)

## Computerspiele

### Darstellerin
- 1995: Titan Wars (Solar Eclipse)
- 2016: Call of Duty: Infinite Warfare als Captain Maureen Ferran (Stimme und NPC)

### Synchronsprecherin
- 2002: Summoner 2
- 2002: Earth & Beyond
- 2003: Secret Weapons Over Normandy
- 2004: Shrek 2
- 2010: Für immer Shrek: Das große Finale
- 2010: Blade Kitten
- 2011: The Elder Scrolls V: Skyrim
- 2012: Guild Wars 2
- 2012: Halo 4
- 2012: Darksiders 2
- 2014: World of Warcraft: Warlords of Draenor
- 2015: Fallout 4
- 2015: StarCraft II: Legacy of the Void